# Марі-Жорж Пікар
Марі-Жорж Піка́р (фр. Marie-Georges Picquart; 6 вересня 1854 — 19 січня 1914), полковник, начальник військової контррозвідки та військовий міністр. Став відомий своєю участю у справі Дрейфуса.

## Ранні роки
Пікар народився у Страсбурзі. Він розпочав свою військову кар'єру в 1872 році, випускник військової школи Сен-Сір. Пікар служив офіцером піхоти у Франції до того, як почав службу в Індокитаї. Згодом він навчався в Академії Генерального штабу (l'école d'État-major), де був другим у своєму класі, після чого став викладачем у Військовій академії (l'École supérieure de guerre). Одним із його студентів в останньому інституті був Альфред Дрейфус.

## Пікар та справа Дрейфуса
Пікар був призначений до Генерального штабу в Парижі. Як штабний офіцер, він виступав репортером дебатів у першому бойовому суді Дрейфуса для тодішнього міністра війни та начальника Генерального штабу. 6 квітня 1896 р. Пікар був підвищений до звання підполковника. Він був призначений начальником відділу розвідки армії (бюро Deuxième, службове службове становище поліції) у 1895 році. Наступного року Пікар виявив, що меморандум «(бордеро)» використовуваний для засудження капітана Альфреда Дрейфуса, фактично був справою майора Фердинанда Вальсіна Естергазі. Кілька високопоставлених генералів попередили полковника Пікара приховати своє відкриття, але Пікар наполягав і продовжував розслідування. У цьому йому заважали і саботували підлеглі офіцери, зокрема майор Анрі. Як наслідок, Пікар був звільнений від обов'язків з Бюро Дозьєм і був відправлений (у грудні 1896 р.) на полкову службу, командуючи 4-м тирійським полком, що базувався в Сусі у французькому Тунісі.
Після суду над Емілем Золя за публікацію свого відкритого листа 1898 р. J'Accuse …!, Пікара було обвинувачено у підробці записки, яка переконала його у вині Естергазі. Потім його заарештували за підробку і чекали військового суду, тоді як Касаційний суд Франції розглядав справу Дрейфуса. Після другого бойового суду, який відбувся внаслідок висновків суду, Пікар пішов у відставку з армії. Однак було визволено Дрейфуса у 1906 р. Також звільнили Пікара, якого актом Палати депутатів було підвищено до бригадного генерала. Таке звання, яке, як правило, міг очікувати офіцер свого стажу та досвіду, якби його кар'єра не була перервана його участю у справі Дрейфуса.

## Подальша кар'єра
1906 року генерал Пікар увійшов до першого кабінету Жоржа Клемансо на посаді міністра оборони. Він обіймав цю посаду протягом усього періоду Кабінету Клемансо, з 25 жовтня 1906 р. до 24 липня 1909 р. Пікар потім повернувся на військову службу в якості командира армійського корпусу.

## Особисте життя
Піаніст-аматор Пікар був постійним відвідувачем родини Шеньо (Chaigneau), дочки якої утворили тріо Chaigneau. Пізніше він допоміг організувати для них концерти.

## Смерть
Пікар помер 19 січня 1914 року в Ам'єні від травм, отриманих в результаті падіння з коня. Йому було 59 років.